# 2024年夏季奥林匹克运动会伯利兹代表团
2024年夏季奥林匹克运动会伯利兹代表团是伯利兹所派出的2024年夏季奥林匹克运动会代表团。这是伯利兹自1981年从英国独立以来第十一次参加夏季奥运。
貝里斯队此次派出一名运动员参赛，为参加男子100公尺短跑的尚恩·吉爾。伯利兹也与列支敦士登、瑙鲁和索马里并列成为该届奥运运动员人数最少的代表团。该国在开幕式期间被排在第22位，与巴巴多斯、比利时贝宁和百慕大共乘同一艘船进场。吉爾作为代表团唯一的参赛选手，同时也担任旗手。随同他出席该届奥运的官员包括代表团团长Giovanni Alamilla、伯利兹奥林匹克和英联邦运动会协会主席Hilly Martinez、伯利兹奥委会秘书长Allan Sharp，以及伯利兹田径协会会长Cojac Smith。吉爾最终止步男子100公尺短跑预赛，结束自己的比赛任务。他其后也出席了闭幕式，并担任旗手。

## 田径
伯利兹有一名田径运动员获外卡邀请，得以参加奥运。
注
- 径赛运动员的预赛、第一轮、复活赛和半决赛排名是该运动员所在小组的排名，而非总排名
- 田赛以及全能项目田赛部分的所有成绩均以（m）为单位
- Q = 直接晋级至下一轮
- q = 径赛：因在所有未直接晋级选手中成绩靠前而获得剩下的晋级名额；田赛：未达到晋级标准成绩但总排名靠前

径赛和公路赛
| 运动员    | 项目        | 预赛  | 预赛 | 第一轮 | 第一轮 | 半决赛 | 半决赛 | 决赛   | 决赛   |
| 运动员    | 项目        | 成绩  | 排名 | 成绩   | 排名   | 成绩   | 排名   | 成绩   | 排名   |
| --------- | ----------- | ----- | ---- | ------ | ------ | ------ | ------ | ------ | ------ |
| 尚恩·吉爾 | 男子100公尺 | 11.17 | 6    | 未晉級 | 未晉級 | 未晉級 | 未晉級 | 未晉級 | 未晉級 |